# Reserva Extrativista Maracanã
A reserva extrativista Maracanã é uma unidade de conservação brasileira de uso sustentável da natureza, localizada no estado do Pará, com território distribuído pelos municípios de Igarapé-Açu, Magalhães Barata, Maracanã, Salinópolis, Santarém Novo e São João de Pirabas. Criada através de Decreto Presidencial sem número de 13 de dezembro de 2002, possuí área de 30 179,73 ha.